# Plouc (album)
Albums de Dick Annegarn
Un' ombre
(2002) Soleilman
(2007)
Plouc est un album de Dick Annegarn sorti en 2005.
Par le titre de cet album, Dick Annegarn revendique un côté rural et peu branché, « péquenaud ». Comme sur une photo de la pochette il arbore le béret gascon, on pense à une référence à Laffite-Toupière, le village de Haute-Garonne d'une centaine d'habitants qu'il habite depuis quelques années et son départ de Lille.
Les arrangements privilégient les cuivres (tuba, cor d'harmonie, cornet).
La chanson « J2M » est une critique de Jean-Marie Messier.

## Liste des titres
| No  | Titre            | Durée |
| --- | ---------------- | ----- |
| 1.  | Accordons        |       |
| 2.  | Beau bateau      |       |
| 3.  | J2M              |       |
| 4.  | Pierre           |       |
| 5.  | 3 petits cochons |       |
| 6.  | Potron-minet     |       |
| 7.  | Maman maman      |       |
| 8.  | Qui m'entend     |       |
| 9.  | L'eau est là     |       |
| 10. | Omnis mundi      |       |
| 11. | L'arborescence   |       |
| 12. | Pauvre pêcheur   |       |